# Röd, Uddevalla kommun
Röd är en bebyggelse väster om E6 i Forshälla socken i Uddevalla kommun. Från 2015 avgränsar SCB här en småort.